# Miękiny
Miękiny (prononciation : [mjɛŋˈkinɨ]) est un village polonais de la gmina d'Iłów dans le powiat de Sochaczew et dans la voïvodie de Mazovie.
Il se situe à environ 2 kilomètres au nord-est d'Iłów, à 19 kilomètres au nord-ouest de Sochaczew et à 67 kilomètres à l'ouest de Varsovie.

## Histoire
De 1975 à 1998, Miękiny faisait partie de l’ancienne voïvodie de Skierniewice. Après la réforme administrative de 1999, le village a été intégré à la voïvodie de Mazovie.

## Économie
Le village repose principalement sur l’agriculture familiale et l’élevage. Une partie des habitants travaille également dans les zones industrielles de Sochaczew.